# Kirche zur Schmerzhaften Muttergottes (Opole)

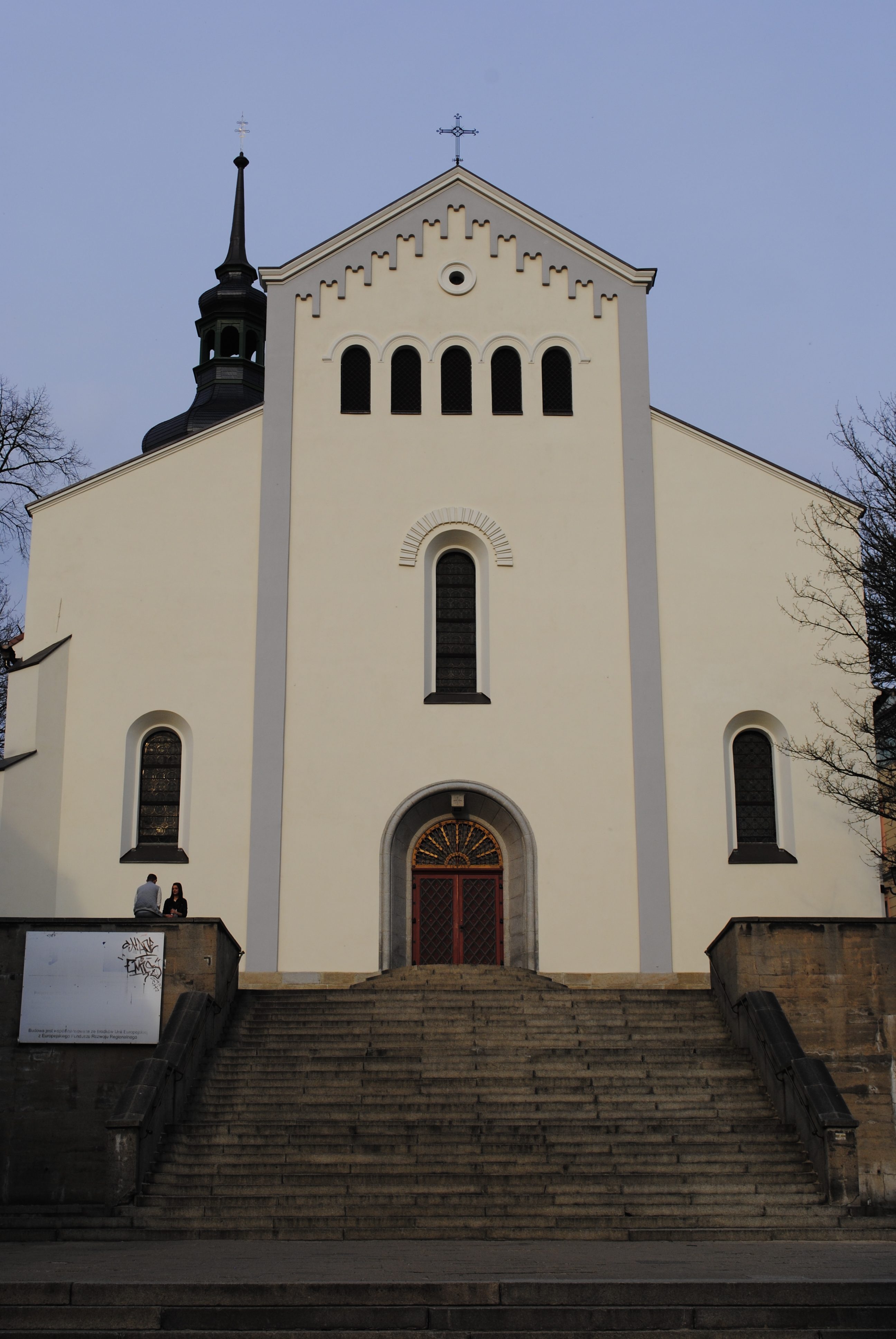
Kirche zur Schmerzhaften Muttergottes

Die Kirche zur Schmerzhaften Muttergottes (polnisch Kościół Matki Boskiej Bolesnej) ist eine römisch-katholische Kirche in der Stadt Opole (Oppeln) in Polen. Sie ist auch unter dem Namen Bergelkirche (poln. Kościół Na Górce) bekannt. Sie zählt als das älteste Gotteshaus der Stadt.

## Geschichte

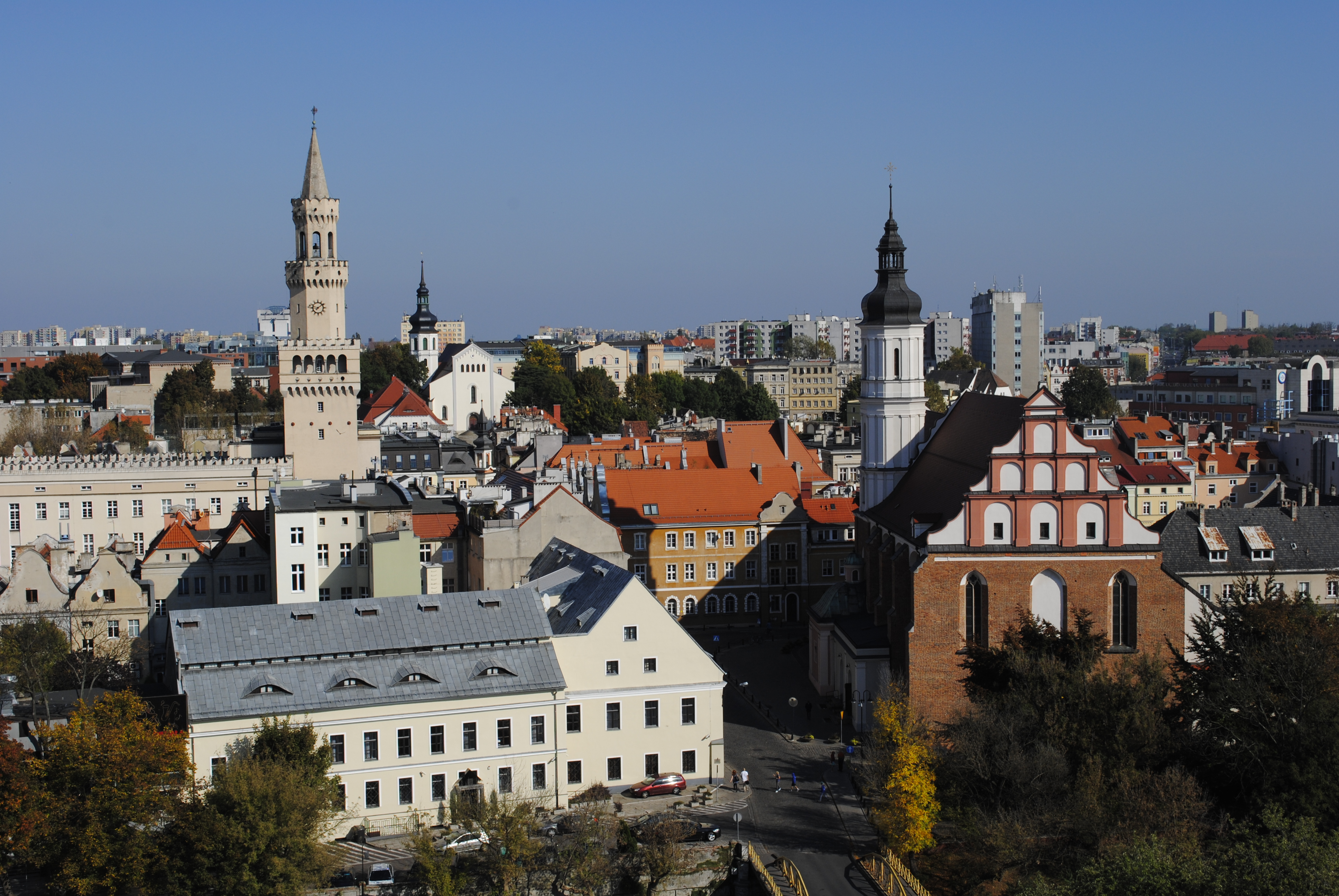
Blick auf die Oppelner Altstadt mit der Bergelkirche im Hintergrund

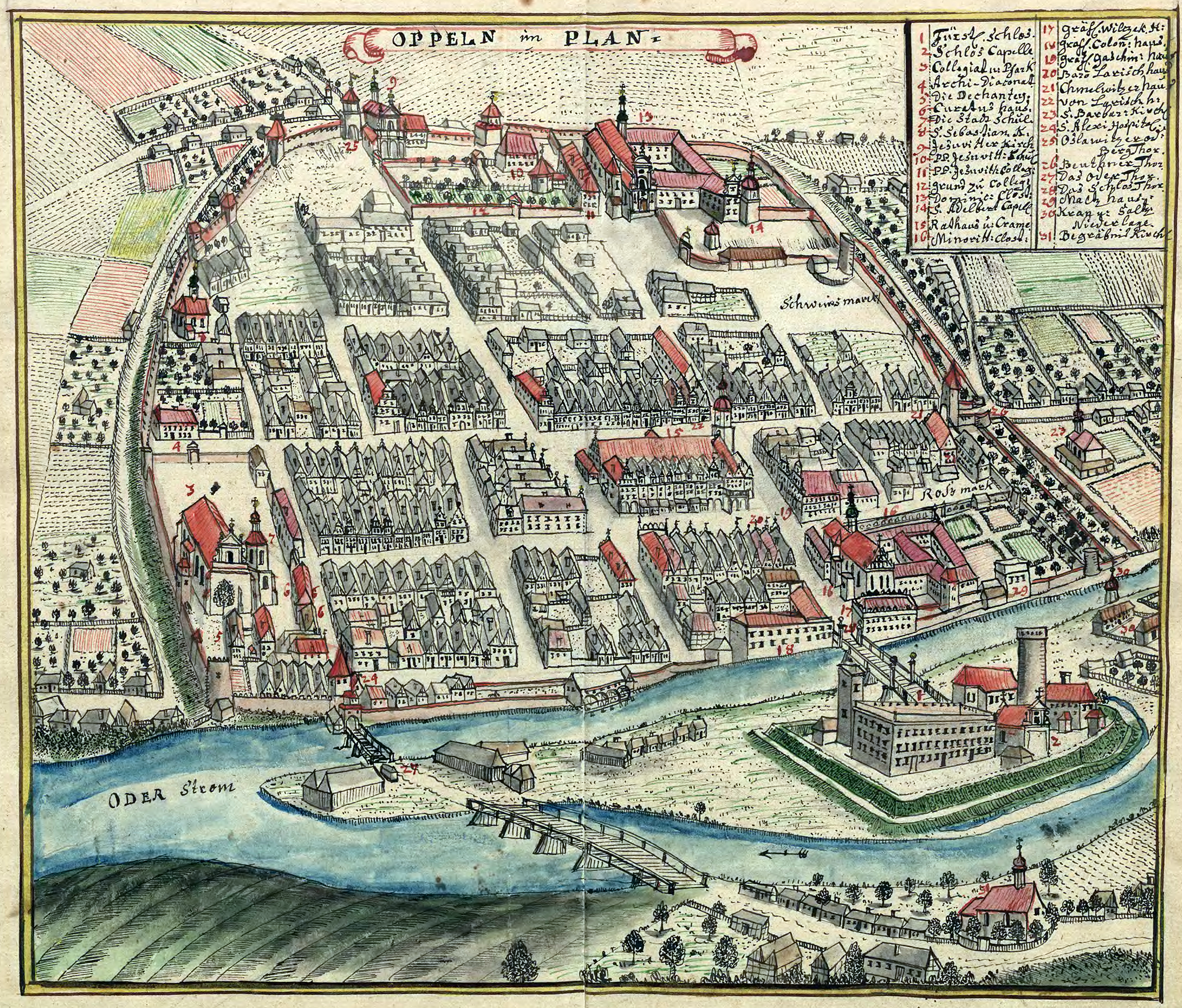
Stadtplan Oppeln um 1770 mit dem Dominikanerkloster oben

### Bau einer ersten hölzernen Kapelle
Die Kirche zur Schmerzhaften Muttergottes befindet sich auf der höchsten Anhöhe, dem sogenannten Kalkberg (poln. Wapienna Górka) mit einer Höhe von 165 Meter über dem Meeresspiegel in der Altstadt von Opole. Der hl. Adalbert predigte der Legende nach auf diesem kleinen Berg (984–995) und bekehrte die Menschen von Oppeln zum christlichen Glauben. Nach dessen Tod entstand um das Jahr 1000 eine erste hölzerne Kapelle, die der erste kirchliche Bau in Oppeln war und dem heiligen Adalbert und der Jungfrau Maria geweiht wurde.
1254 erhob der Oppelner Herzog Wladislaus I. die Kirche zur Pfarrkirche Oppelns. 1295 wiederum verlor die Kirche den Status als Pfarrkirche an die Kreuzkirche. Nachdem 1295 die Dominikaner nach Oppeln kamen, überließ der Oppelner Herzog Bolko I. ihnen das Gotteshaus als Klosterkirche.

### Bau der steinernen gotischen Kirche
Die Dominikaner nahmen ab 1304 bauliche Maßnahmen an der Kirche vor, wobei anstelle der hölzernen Kapelle eine erste gemauerte Kirche im Stil der Gotik entstand. Davon erhalten ist noch die Chormauer mit Strebepfeilern und Spitzbogenfenstern. 1361 wurde die Kirche erneut durch Weihbischof Dirslaus der heiligen Jungfrau Maria und dem heiligen Adalbert geweiht. Zur gleichen Zeit entstand das benachbarte Kloster, das heute von der Universität Oppeln genutzt wird. Ab 1430 kam es erneut zu neuen baulichen Maßnahmen an der Kirche. 1530 verließen die Dominikaner die Stadt. 1558 wurde die Kirche auf kaiserlichen Befehl geschlossen, da in ihr ein evangelischer Gottesdienst stattfand. Erst 1604, durch die Rückkehr der Dominikaner, wurde das Gotteshaus wiedereröffnet.
1615 wurde die Bergelkirche durch einen Stadtbrand zerstört. Kurz nach dem Wiederaufbau wurde diese wiederum im Dreißigjährigen Krieg beim Einfall der Schweden im Jahr 1621 in Brand gesteckt und bis auf die Mauern zerstört. 1682 und 1739 kam es erneut durch Brände zu Zerstörungen des Kirchengebäudes.

### Barocke Umgestaltung

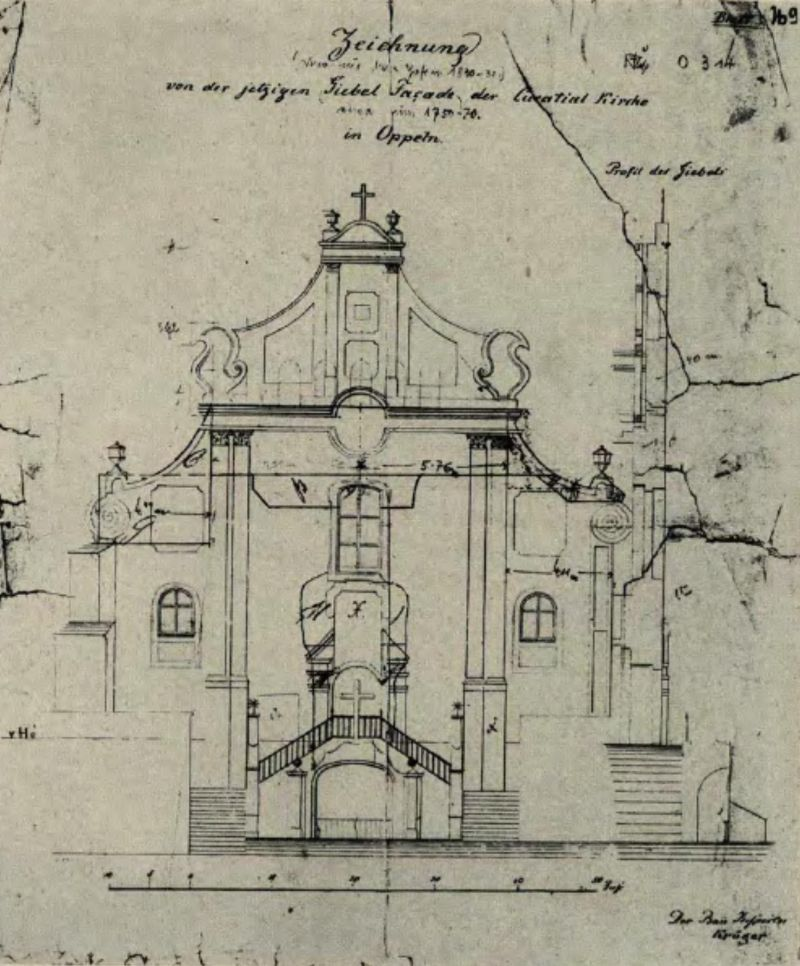
Zeichnung der alten barocken Fassade von 1843

Nach dem letzten großen Brand 1739 wurde sie im barocken Stil mit einer Rokokofassade aufgebaut. Nach der Säkulisierung des Ordens 1810 wurde das Kirchengebäude dem Oppelner Gymnasium übergeben. Zu dieser Zeit verfügte die Kirche über 13 Altäre, eine Orgel und drei Glocken sowie ein Rosenkranzbild. Dieses hing bisher über dem Altar, wurde aber 1811 durch das Gnadenbild der Mutter Gottes von Piekar ersetzt. Das Gemälde wurde aber bereits 1813 an die Heilig-Kreuz-Gemeinde weitergegeben. Zu Zeiten der Napoleonischen Kriege wurde die Kirche als Vorratsraum und Lazarett genutzt. Bereits 1838 wurde ein Turm für die Kirche geplant. Ein erster Treppenturm entstand 1878, welcher zwischen 1895 und 1896 auf 42 Meter ausgebaut wurde. Mitte des 19. Jahrhunderts wurde die Frontseite im frühromanischen Stil umgestaltet. Damit gilt die Kirche als gotisch-barockes Bauwerk mit barockem Innenraum.

### 20. Jahrhundert bis in die 2010er Jahre

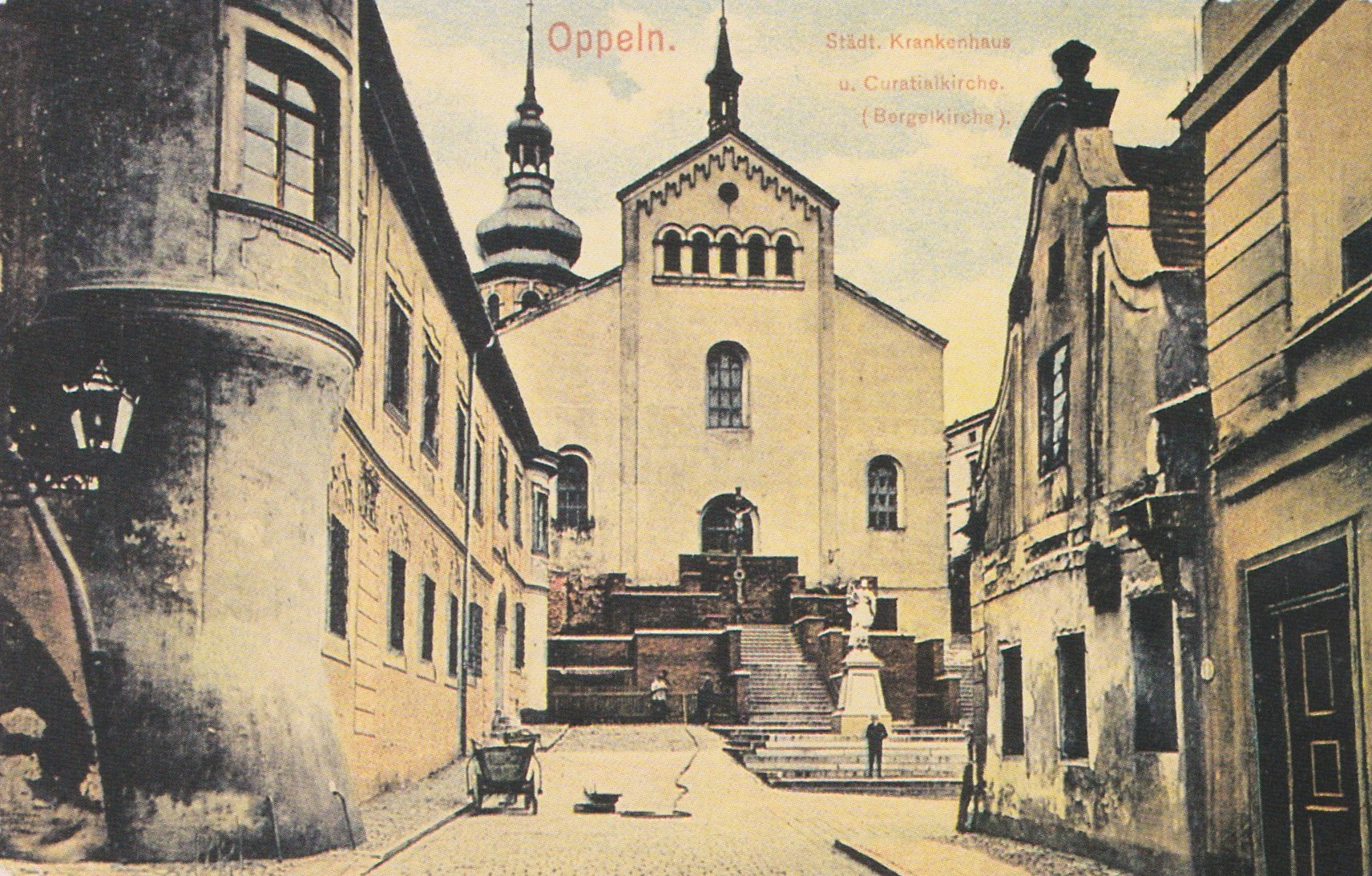
Ansicht von 1910

Im Ersten Weltkrieg musste die Kirche zwei Glocken abgeben, wobei lediglich die Sterbeglocke erhalten blieb. 1926 wurde das Kirchendach erneuert und 1936 erhielt der Glockenturm drei neue Glocken. Zwischen 1931 und 1938 kam es zur Generalüberholung der Kirche. Die alte Treppenanlage wurde entfernt und ersetzt, eine Heizungsanlage im Inneren wurde installiert, die Außenfassade wurde erneuert und die Fenster im Altarraum wurden vergrößert, der neuromanische Altar wurde entfernt und 1937 durch einen neuen ersetzt und der Innenraum wurde komplett neu gestrichen. Bei den Installationsarbeiten stieß man im Chorraum bei einer Tiefe von 3,5 Metern auf Knochenreste. Es wird angenommen, dass hier Wohltäter der Kirche und Mönche beerdigt wurden. 1940 wurde die Bergelkirche wieder eine Pfarrkirche. Erster Pfarrer wurde Anton Jendrzejczyk.
In den Jahren 2012 und 2013 wurde die Außenfassade der Kirche renoviert. Zwischen 2016 und 2017 wurde die Treppenanlage der Kirche für knapp 1,5 Millionen Złoty saniert. Am 2. Juni 2017 wurden die Treppen wieder freigegeben.

## Architektur

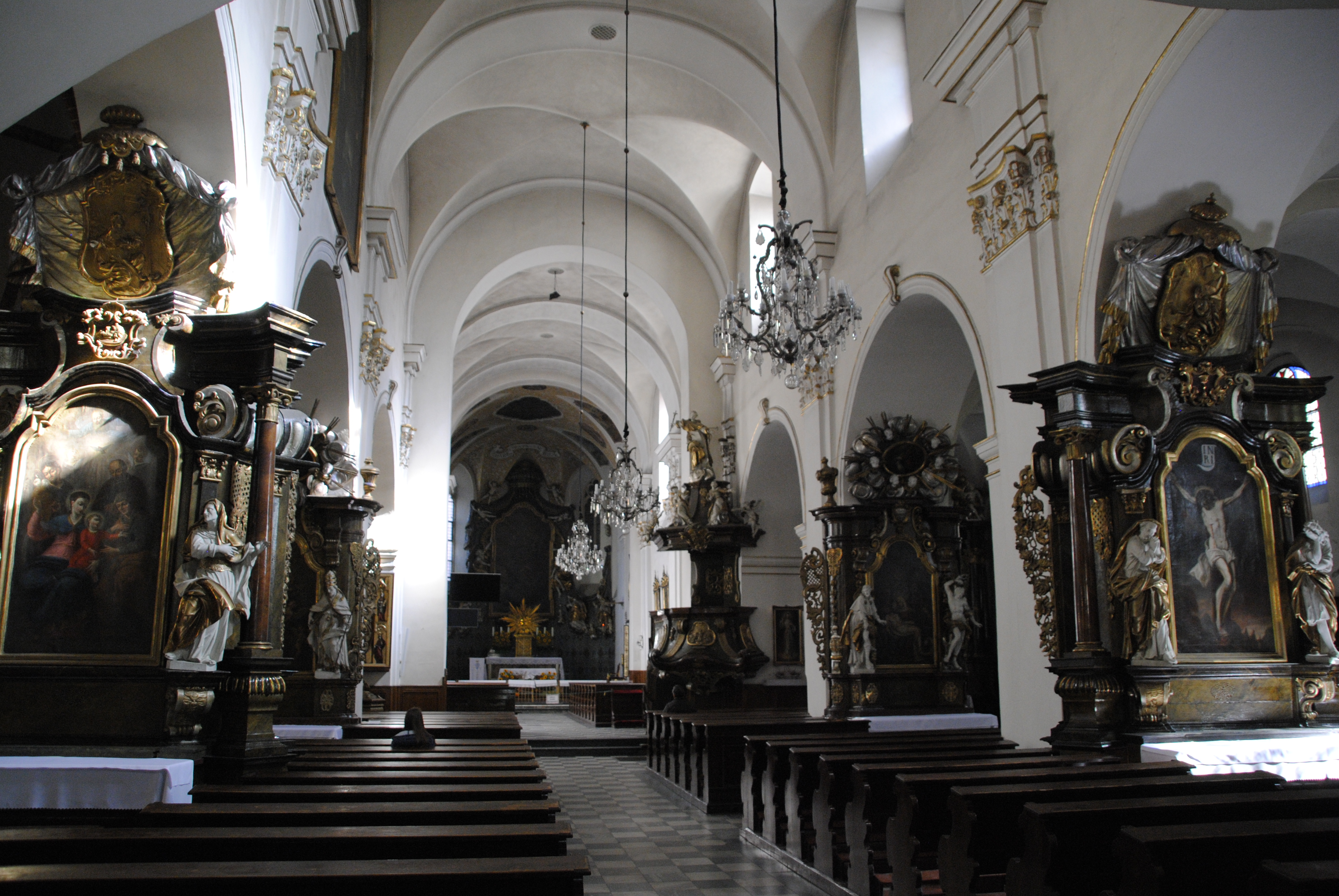
Blick in Richtung Chor

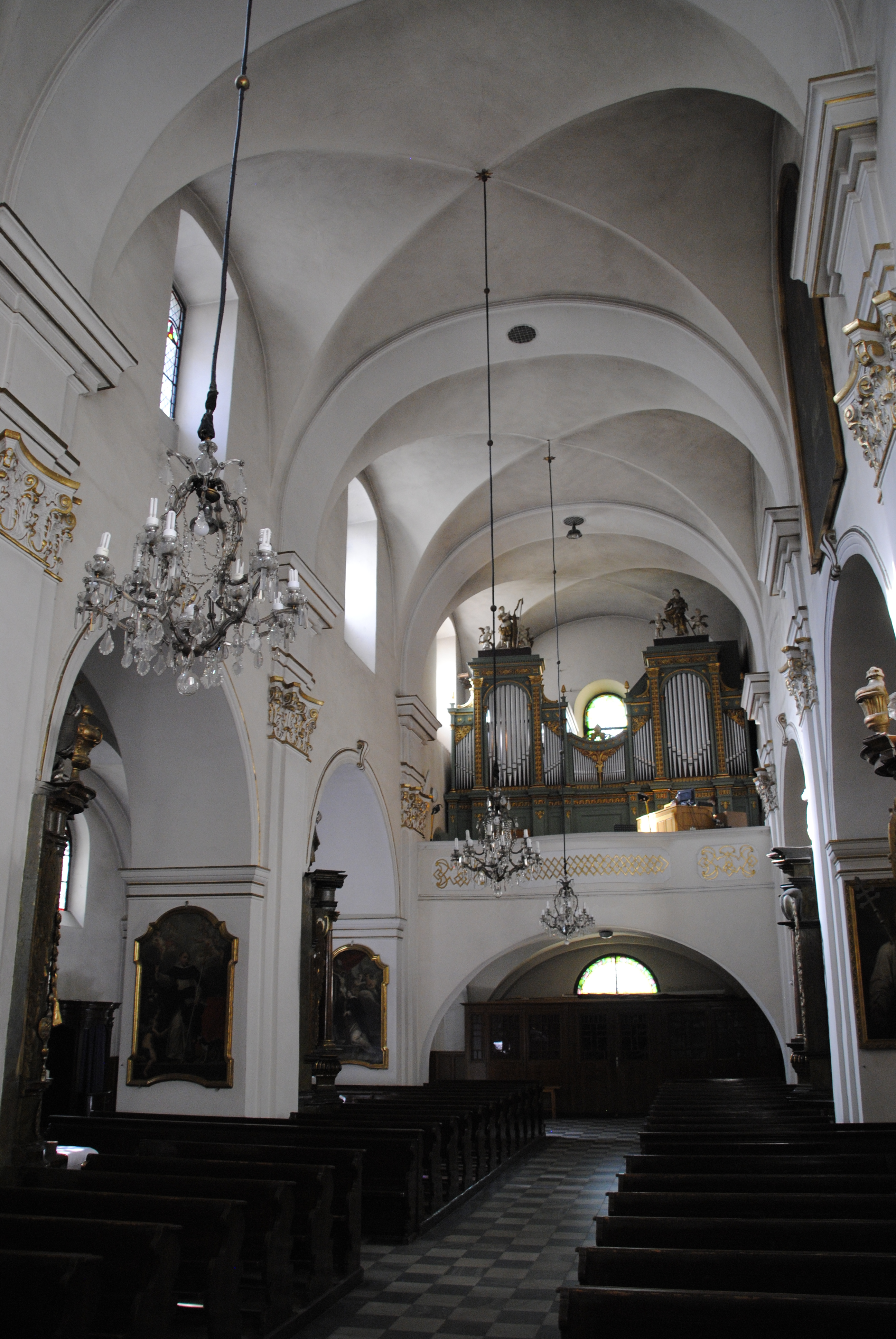
Blick ins Langhaus in Richtung Orgel

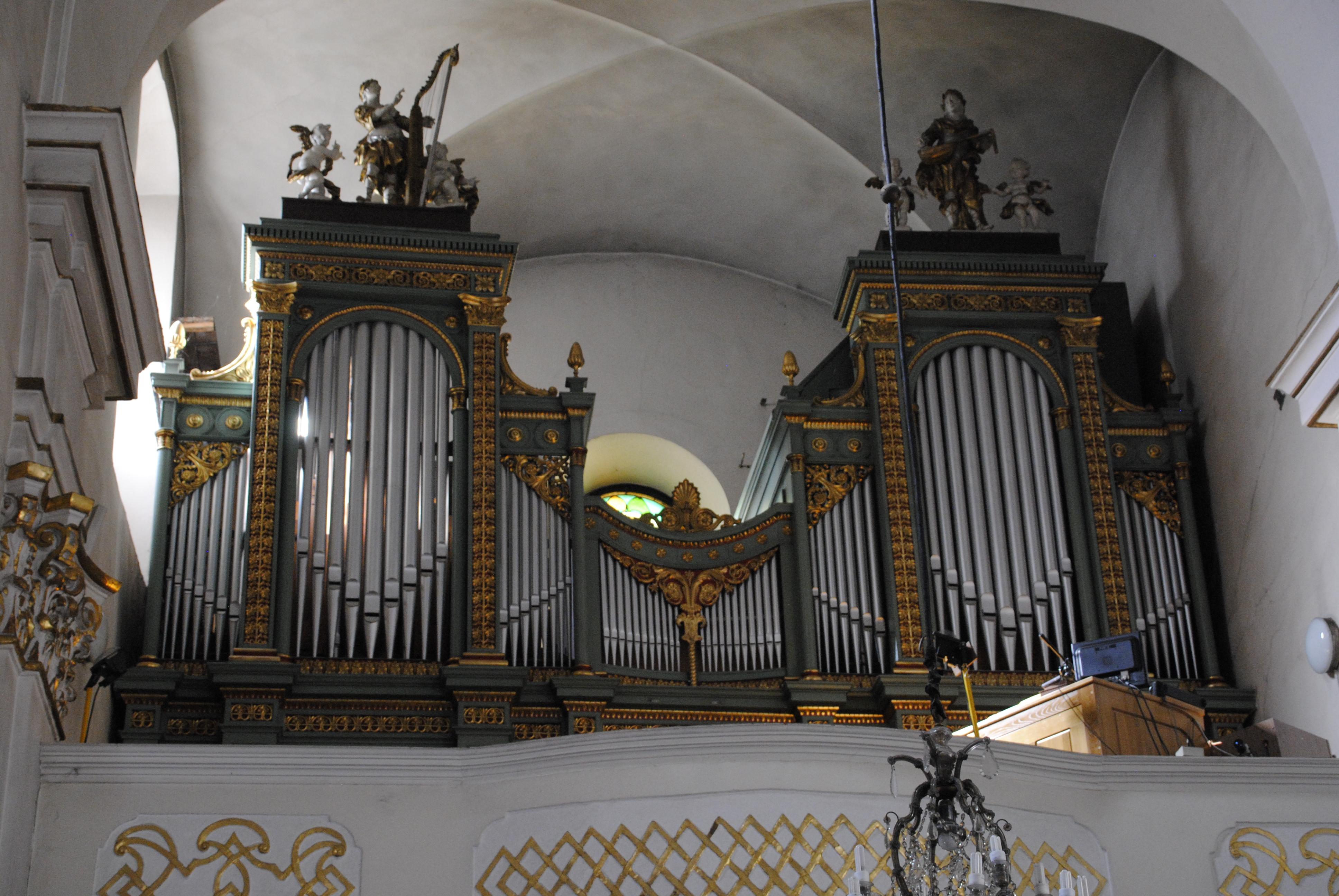
Orgelprospekt mit Statuen von König David und der Königin von Saba

Die Bergelkirche besitzt ein dreischiffiges und vierjochiges Langhaus. Das im Langhaus befindliche Kreuzrippengewölbe stammt vorwiegend aus den Jahren 1701–1708. An der Ostseite befindet sich der langgestreckte, vierjochige Chor aus der 1. Hälfte des 14. Jahrhunderts. Der dreiseitig geschlossene Chor besitzt Stichkappentonnen und ist verziert mit Pilastern. Das Chorgewölbe ist verziert mit einem Deckengemälde, das unter anderem Mariä Himmelfahrt darstellt.
Die Bergelkirche besitzt eine neo-romanische Fassade. Dahinter versteckt sich ein gotisches Gebäude mit einer barocken Innenausstattung. Dabei haben sich die Kanzel, der Hauptaltar, sechs Nebenaltäre und etliche Skulpturen aus dem 18. Jahrhundert erhalten.
Der Kirchturm wurde 1896 im barocken Stil von dem Architekten Paul erbaut. Bekrönt ist der Turm mit einem Zwiebelhelm mit Laterne. Der Glockenturm wurde gleichzeitig mit den Türmen der Franziskanerkirche und denen der Kathedrale zum Heiligen Kreuz fertiggestellt.

## Ausstattung
In der Bergelkirche befinden sich ein Gemälde der Unbefleckten Empfängnis Mariens aus dem 18. Jahrhundert und das Grabmal des Herzogbischofs Johann I. von Oppeln. Nach der Überführung des Gemäldes aus Piekary Śląskie (dt. Deutsch Piekar) im Jahr 1813 in die Oppelner Kathedrale wurde es kurzzeitig in der Bergelkirche aufbewahrt. Daher wird in der Kirche eine Kopie des Bildes aufbewahrt.
Im Kirchengebäude stehen sechs Nebenaltäre, die alle um 1750 aus Holz entstanden. Im südlichen Seitenschiff steht der Altar des hl. Thomas von Aquin. Hier befindet sich ein Altarbild, welches Thomas von Aquin betend vor dem Kreuz darstellt. Am Pfeiler im südlichen Schiff befindet sich der Altar der schmerzhaften Mutter Gottes, die ebenfalls im Altarbild abgebildet ist. Ein weiteres Gemälde an diesem Altar stellt die Enthauptung der hl. Barbara dar. Ein dritter Altar im Südschiff ist der Kreuzaltar, mit einem Altarbild von Christus am Kreuze und einem vergoldeten Relief der Büßerin Maria Magdalena. Im nördlichen Seitenschiff befindet sich der Dominikusaltar. Das dazugehörende Altarbild stellt den von Engeln und einem Hund umgebenen hl. Dominikus dar. Weitere Altäre im Nordschiff sind der Josefsaltar sowie der Annaaltar.
Die Kanzel besteht aus Holz und ist graugrün und rot marmoriert. Das vergoldete Relief am Schalldeckel stellt das Jüngste Gericht dar. Der Hauptaltar stammt aus dem Jahr 1750 und entstammt dem Spätbarock. Dieser besitzt einen Baldachin und Gemälde des hl. Adalbert und der hl. Katharina.
Die heutige Orgel stammt aus dem Jahr 1850. Die Bekrönung und Verzierungen stammen noch von der alten barocken Orgel. Darunter zu finden ist unter anderem ein harfespielender David sowie Königin Saba mit einer Laute.
An der südlichen Seite des Langhauses befindet sich die Sakristei. Diese besitzt im Inneren ein Deckengemälde der Heiligen Adalbert und Georg aus dem Jahr 1733.